# ألتوباسيو
في ألبوتاسيو هي بلدية في مقاطعة لوكا في توسكانا المنطقة من إيطاليا ويبلغ عدد سكانها 15572.

## التاريخ
كانت مأهولة بالفعل في العصر الروماني، اكتسبت ألبوتاسيو أهميتها بسبب وجود فندق، ذكر لأول مرة في عام 1084 للمسافرين الذين سافروا من خلال فيا فرانسيجينا، المؤدية من فرنسا إلى روما. وهذا شكل وسام القديس جيمس في ألتوباسيو. هذا، الذي أسسته ماتيلدا من كانوسا بين 1070 و 1080، كانت من أوائل الأوامر العسكرية . موجودة منذ أربعمائة عام، حيث كان لها تأثير اجتماعي وسياسي وعسكري كبير، وعلى الرغم من اكتسابها للأراضي في مختلف البلدان الأوروبية، فقد احتفظت بعلاقاتها القوية مع المدينة التي تأسست فيها.
تشتهر بمعركة ألبوتاسيوفي عام 1325 والتي هزم فيها الزعيم الغيبليني كاستركاني كاستراكاني فريق فلورتينس قولفس بقيادة رامون دي كاردونا . بفضل انتصاره، عين دوق لوكا .
انخفضت سبيديل بداية من القرن السادس عشر، حتى اخفاها الدوق الأكبر بيتر ليوبولد في عام 1773، لصالح ذلك في باسيا .

## المعالم السياحية الرئيسية
- بادية القديس بطرس المعروفة من عام 1039. احتفظ بها البينديكتين من 1086 ثم الكمالدولي من 1103. وصلت إلى ذروتها في نهاية القرن الثالث عشر، ولكن بحلول معركة ألتوباسيو (1325) بدأت في التراجع، وتم التخلي عنها في عام 1408. من الهيكل الأصلي للعصور الوسطى، بقي فقط الجزء الخارجي من الحفنة.
- كنيسة سانتي جاكوبو وكريستوفورو وإليجيو (المعروفة باسم سان جاكوبو ماجيوري )، ضمت إلى سبيديل . وكانت مجمع مستشفى في العصور الوسطى، منها : برج الجرس وأجزاء (منطقة الواجهة والحفنة) من الكنيسة الرومانية.

## المدن التوأم
- إل بيريلو, إسبانيا
- سان جيل , فرنسا

## روابط خارجية
- السياحة في Altopascio